# Locomotiva FCL LM2.700
La locomotiva LM2.700 è un particolare mezzo di trazione, atto all'uso su ferrovia a cremagliera, acquistato dalle Ferrovie Calabro Lucane per il servizio sulla tratta Catanzaro Pratica - Catanzaro Sala; è conosciuto anche con il nome di "spintore". Fa parte del parco rotabili delle Ferrovie della Calabria

## Storia

### La necessità di un ammodernamento sulla linea di Catanzaro
Il costante incremento della domanda di trasporto nel tratto fra Catanzaro Marina e Catanzaro Città, sul finire degli anni '70 portò la Gestione Commissariale Governativa delle F.C.L. a cercare una soluzione per tale richiesta. Ai tempi, infatti, gli unici treni capaci di arrampicarsi sulla cremagliera catanzarese erano le Emmine e le locomotive del gruppo 500. Per entrambe c'erano però gravi handicap: le Emmine erano veloci ed economiche, ma con una scarsissima capienza; le FCL.500 invece potevano trainare anche convogli con carrozze, ma la scarsa velocità le rendeva poco adatte a servizi a medio-lungo raggio.
Si iniziarono a testare metodi per utilizzare le automotrici M2, sia la 120 che la 200, per esempio unendo alle stesse carri con freno per cremagliera. I risultati si rivelarono positivi e ciò spinse la Gestione Commissariale a indire una gara d'appalto per tre locomotori a cremagliera, meglio conosciuti come "spintori". L'appalto fu vinto dalla ditta SLM di Winterthur, già precedentemente coinvolta nella progettazione e nella realizzazione di componenti delle FCL.500.

### La messa in servizio e i primi problemi
I locomotori iniziarono il servizio a Catanzaro nell'estate del 1981 con grande entusiasmo degli addetti ai lavori. Tuttavia l'entusiasmo venne presto gelato dai primi problemi, manifestati con l'innesto in cremagliera. In questi locomotori infatti, a differenza delle M1c.80R e delle Gr.500 (oltre che delle attuali M4c), la ruota dentata è fissa, sempre collegata all'asse motore. Ciò comportò diversi inconvenienti per l'accavallamento dei denti della ruota a quelli della dentiera, cosa che causava l'immediato arresto d'emergenza del locomotore. Per risolvere tale problema si mandarono delle lame appartenenti alla linea Lagonegro - Spezzano Albanese, da poco dismessa, alla SLM che le modificò secondo le esigenze degli spintori, ma senza successo. Tuttavia la stessa SLM propose di modificarle inserendo una doppia molla a bovolo alle lame d'ingresso della cremagliera, soluzione che soddisfece la Commissione, oltre a far rimanere inalterate le procedure d'innesto per le Emmine e per le vaporiere.
Nonostante gli esiti positivi, gli spintori continuavano a mostrare problemi, oltre a creare ritardi di circa 4 minuti per quanto riguardava l'aggancio/sgancio. Perciò si preferì utilizzarli solamente nelle ore di punta, quando c'era bisogno di automotrici più capienti come le M2.

### L'arrivo delle 350 e la sospensione dal servizio

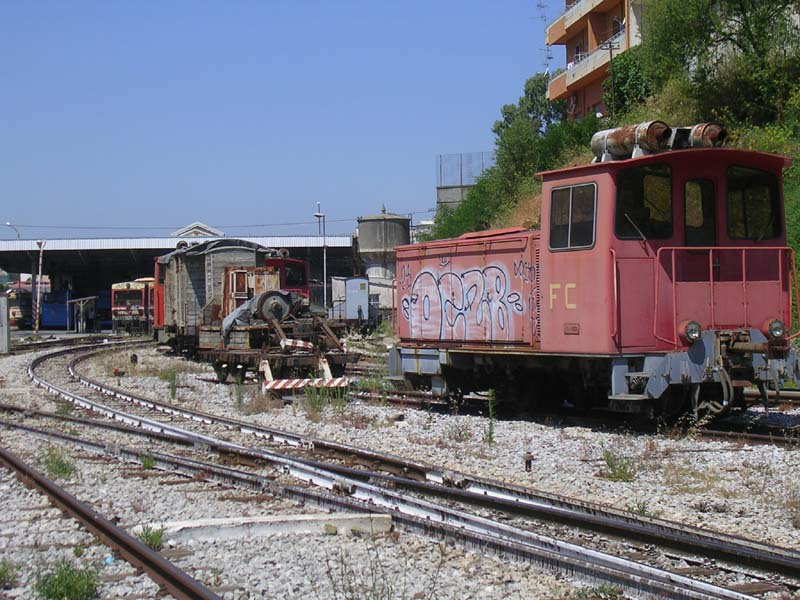
L'LM2.701 fermo a Catanzaro Città. Sullo sfondo si intravedono anche le unità 702 e 703

Nel 1991 la Ferrosud consegnò alle Ferrovie Calabro Lucane la M4.351c, capostipite della famiglia delle M4.350c, seconda linea di produzione del progetto M4. Queste automotrici, dotate di cremagliera, dimostrarono subito un'affidabilità e una velocità di gran lunga superiori a ciò che gli spintori SLM garantivano. Infatti non necessitavano di operazioni di aggancio/sgancio a Catanzaro Città e Catanzaro Sala, avevano la ruota dentata disinseribile e garantivano una capienza e una velocità superiori a quelle delle M2.
Nel frattempo, gli spintori iniziarono a mostrare i primi segni del problema che ne decretò in seguito la fine del servizio: il surriscaldamento che, nonostante le grandi ventole poste sul frontale, ne limitavano di molto l'affidabilità. Inoltre, le Ferrovie della Calabria (azienda che prese la gestione degli stessi locomotori dopo la scissione delle FCL in Ferrovie della Calabria e Ferrovie Appulo Lucane) necessitavano di una razionalizzazione del personale, e quello in più richiesto per la manovra era un costo che, unito ai continui problemi, stava diventando poco accettabile.
Con l'entrata in servizio a cavallo tra il 1996 e il 1997 del restante lotto di 8 automotrici M4c (353-360), fu progressivamente ridotto il servizio degli spintori che, come se non bastasse, si videro anche impossibilitati a manovrare carri merci lungo la linea a cremagliera, data la presenza del gancio tramviario che richiedeva diversi accorgimenti per essere adattato agli organi di trazione normali. Dopo qualche raro uso per treni speciali e fotografici, tutti e tre i locomotori vennero accantonati su un tronchino nei pressi della stazione di Catanzaro Città, in attesa di chissà quale servizio.

## Tecnica

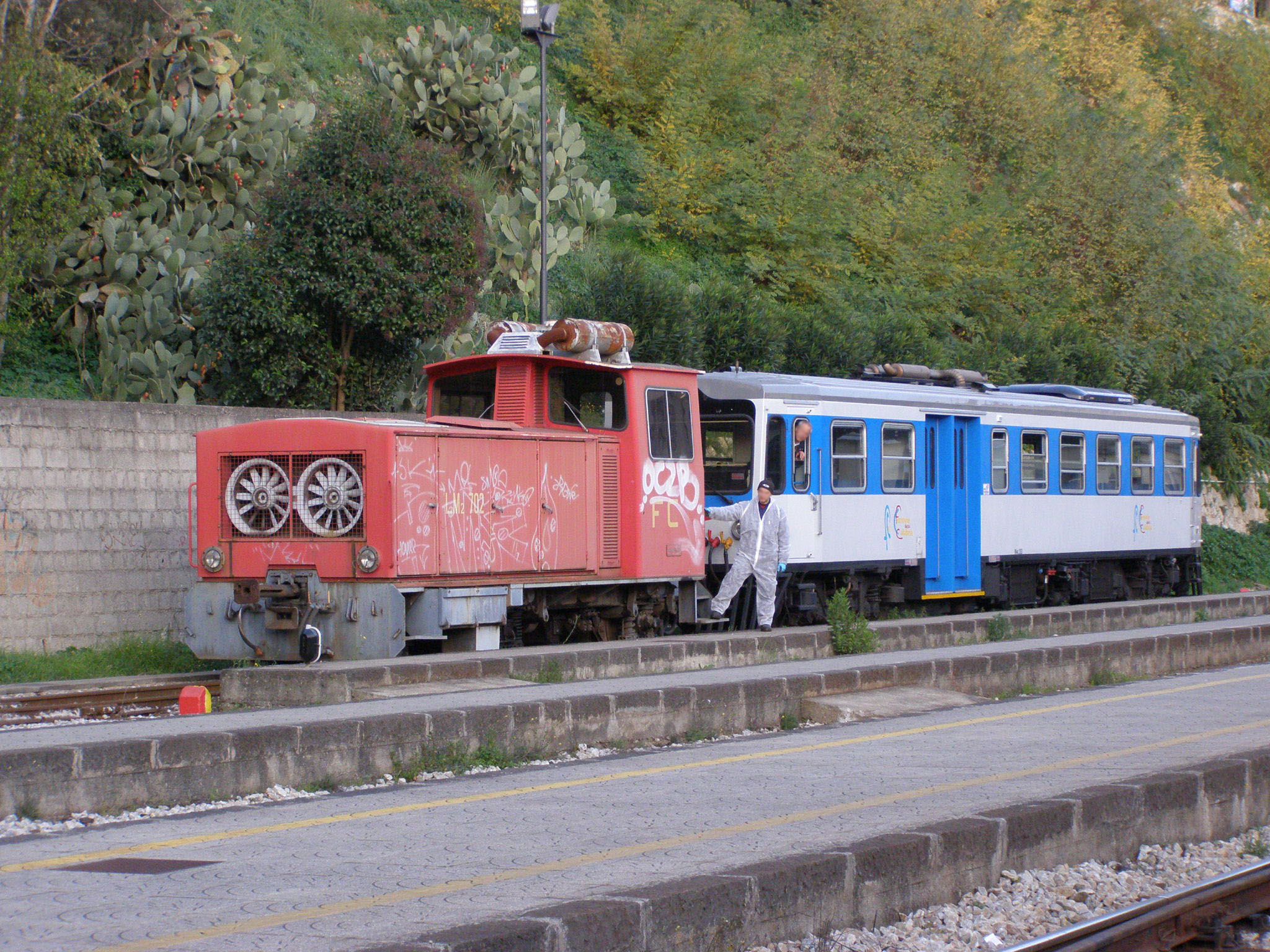
L'LM2.702 a Catanzaro, manovrato dalla M4c.353 durante il trasferimento a Cosenza

Gli spintori SLM furono progettati per il trasbordo delle automotrici della serie M2, non dotate di cremagliera, tra i due versanti del tratto a cremagliera all'interno della città di Catanzaro.
Infatti si notano gli organi di trazione e repulsione classici delle M2, con la lunga asta del gancio tramviario, oltre che soluzioni tecniche studiate per l'accoppiamento con questi rotabili.
Venne adottato un motore Breda ID19 SD12P da 550 CV, più che necessario per la trazione in cremagliera delle automotrici M2. I locomotori, derivati dalle HGm 2/3 in servizio a Chamonix, furono costruiti secondo gli standard per le ferrovie a cremagliera in uso in Svizzera, standard che ne garantivano una ottima sicurezza in tema di deragliamento.
Una curiosità: i locomotori, data l'irrisoria velocità, non vennero neanche dotati di ammortizzatori.

## Spiragli futuri
Dopo tanti anni di accantonamento, tutti e tre gli spintori (LM2.701, LM2.702, LM2.703) sono stati trasferiti a Cosenza, presso le officine sociali, per subire un pesante revamping, in linea con il resto del parco rotabili delle Ferrovie della Calabria. Il revamping porterà a un nuovo motore, sicuramente più affidabile ed eco-compatibile del precedente, per trovare un uso come locomotore da manovra e da treno, oltre che mezzo di soccorso, presso Catanzaro.
È auspicabile che a questi spintori vengano rimossi gli attuali sistemi di trazione e repulsione, adatti solo alle automotrici Breda, in favore di quelli tradizionali o di quello automatico, come sul mezzo Stadler da poco consegnato.